# Germani monosulfide
Germani monosulfide, còn được gọi dưới một cái tên khác là germani(II) sulfide là một hợp chất vô cơ của hai nguyên tố germani và lưu huỳnh, với công thức hóa học được quy định là GeS. Hợp chất này là một loại thủy tinh chalcogenua và đồng thời cũng là một chất bán dẫn. Germani sulfide có vẻ về ngoài được miêu tả là một hợp chất dạng bột có màu nâu đỏ hoặc dưới dạng tinh thể màu đen. GeS ở trạng thái khan khá ổn định trong không khí, thủy phân chậm trong không khí ẩm nhưng lại nhanh chóng phản ứng với nước để tạo thành hợp chất hydroxide, Ge(OH)2 và sau đó trở thành GeO. Ngoài ra, GeS còn là một trong số ít hợp chất sulfide có tính chất thăng hoa dưới chân không mà không bị phân hủy.

## Điều chế
Việc điều chế hợp chất này được thực hiện lần đầu bởi Winkler bằng cách cho trộn hỗn hợp GeS2 với Ge lại với nhau. Các phương pháp khác bao gồm một dòng khí H2, hoặc với axit H3PO2 dư và sau đó là việc thăng hoa trong chân không.

## Kết cấu
Germani monosulfide có cấu trúc lớp tương tự như một hợp chất khác là phosphor đen.